# Wanouchi
Wanouchi (輪之内町?) è una cittadina giapponese della prefettura di Gifu.